# Cañada de Tadeo
Der Cañada de Tadeo ist ein Bach in Uruguay.
Er entspringt in der Cuchilla de San Salvador und verläuft auf dem Gebiet des Departamentos Soriano. Er mündet als linksseitiger Zufluss in den Río San Salvador.